# Sur le fil (film)
Pour les articles homonymes, voir Sur le fil.
Pour plus de détails, voir Fiche technique et Distribution.
Sur le fil est un film documentaire marocain réalisé en 2009.

## Synopsis
Hajar et Badr sont deux enfants qui ont grandi dans la rue, une histoire qui a laissé sur eux une empreinte indélébile. À 10 ans, Hajar remplace déjà sa mère décédée et s’occupe de sa petite sœur. Badr, lui, a grandi avec son grand-père musicien gnaoui, parcourant les rues de la ville. Les deux enfants se rencontrent dans une école de cirque, lieu exigeant qui les oblige à changer radicalement. Ils commencent ainsi une nouvelle vie dont la seule voie passe… sur un fil.

## Fiche technique
- Réalisation : Wahid El Moutanna
- Production : Ali n’Production
- Scénario : Wahid El Moutanna
- Image : Wahid El Moutanna
- Montage : Wahid El Moutanna
- Son : Said Radi
- Musique : Afan Toufan La Panika Karim Zyad Rachid Regragui